# Thomas Henry Huxley
Thomas Henry Huxley, PC FRS (Ealing, 1825. május 4. – Eastburne, Sussex, 1895. június 29.) angol biológus, aki támogatta Charles Darwin evolúciós elméletét, ennek köszönhette a Darwin buldogja gúnynevet. Zoológiai szakmunkákban nevének rövidítése: „Huxley”.
Huxley híres 1860-ban lezajlott vitája az oxfordi püspök Samuel Wilberforce-szal kulcsfontosságú volt az evolúció széles körű elfogadtatásában és saját karrierjében is. Wilberforce felkészítője Richard Owen összehasonlító anatómus volt, akivel Huxley korábban is vitázott már arról, vajon az ember valóban a csimpánzoktól származik-e. Huxley csak lassan fogadta el Darwin gondolatait, mint például a gradualizmus, és határozatlan volt a természetes szelekciót illetően, ennek ellenére teljes mértékben támogatta Darwint. Közreműködött az angol oktatás megreformálásában, és harcolt a legszélsőségesebb vallási tradíciók ellen.
Az agnosztikus szó megteremtője, mellyel a valláshoz való viszonyát jellemezni tudta, azt a fogalmat, melyet még ma is használunk. (ld. Agnoszticizmus)
Ez megmagyarázza a tudományos módszerének mikéntjét, bizonyítékközpontúságát.
Huxley tudásának nagy részét autodidaktaként szerezte. Ez figyelemreméltó, hiszen a 19. század második felének talán egyik legnagyobb összehasonlító anatómusa volt. Először gerinctelenekkel foglalkozott, fényt derítve számos korábban nem értett összefüggésre. Később áttért a gerincesek tanulmányozására, kifejezetten a csimpánzok és emberek közötti rokoni kapcsolat tanulmányozására. Tőle származik az a következtetés, mely szerint a madarak a hüllőkből fejlődtek ki, név szerint a theropodákból. Ez a nézet csak az utóbbi tíz évben kezdett meginogni.
Tudományos fellépése, és az oktatás megszervezésében való szerepe miatt nagy hatást gyakorolt Nagy-Britannia társadalmára. Tagja volt az Angol Királyi Társaságnak (Royal Society). 
Unokája Aldous Leonard Huxley brit író, költő és filozófus.

## Pályakezdése
Huxley Ealingben, egy későbbi middlesussexi faluban született George Huxley és Rachel Withers 8 gyermeke közül másodikként. Mint számos más brit tudós a 19. században (például Alfred Russel Wallace), Huxley is egy tanult középosztálybeli családból származott. Édesapja matematikatanár volt az ealingi általános iskolában, míg az be nem zárt, ezzel pénzügyi gondokat okozva a családnak. Ennek eredményeképpen Thomas otthagyta az iskolát 10 évesen, mindössze kétévnyi tanulás után.
A siralmas kezdés ellenére Huxley elhatározta, hogy maga szerzi meg tudását. Egyike lett a 19. század nagy autodidaktáinak. Először Thomas Carlyle, James Hutton, és William Hamilton műveit olvasta. Kamaszkorában önszántából megtanult németül, így később Charles Darwin segítségére lehetett a tudományos anyagok németre fordításában. Latinul is tanult, és görögül olyan szintre jutott, hogy Arisztotelészt eredetiben olvashatta.
Fiatal felnőttként a gerinctelenek szakértőjévé képezte magát, majd később a gerincesekévé is, mindezt egyedül. Képzett rajzoló volt, és sok illusztrációt készített a tengeri gerinctelenekről szóló publikációihoz. Későbbi vitáiban és a tudomány és vallás viszonyát taglaló műveiben a teológiát jobban megértette, mint legtöbb klerikális ellenfele. Így a tízéves fiúból, aki otthagyta az iskolát, Nagy-Britannia egyik legműveltebb embere lett.

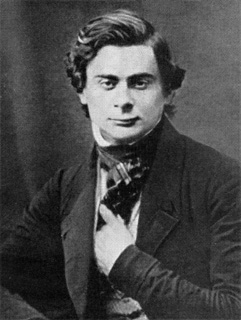
Huxley 21 évesen

Számos gyakorló orvos alatt tanult rövidebb ideig: 13 évesen sógoránál John Cooke-nál Coventryben, aki Thomas Chandlerhez küldte őt. Chandler az állati delejesség (más néven mesmerizmus, a hipnózis egyik fajtája) területén kísérletezett, hogy ezen eredményeit az orvostudományban is kamatoztathassa. Chandler London Rotherhithe nevet viselő kerületében praktizált rendkívül szerény anyagi körülmények között. A fiatal Huxley itt ismerkedhetett meg először a szegénységgel, a bűnözéssel és a rossz egészségügyi állapotokkal, betegségekkel.
Ezt követően Huxley egy másik sógorához szegődött, John Salthoz, legidősebb nővérének férjéhez. Ekkor, 16 évesen a Sydenham Főiskolára (a University College Gyakorlókórház része) került. Ezen a főiskolán alacsony volt a tandíj, alapítója Marshall Hall, a reflexív felfedezője volt. Mindeközben nem hagyott fel továbbképzési terveivel, s jóval többet olvasott, mint amennyire a hagyományos iskolai tanulmányainak hiánya miatt szüksége lett volna.
Egy évvel később egy évente megrendezésre kerülő versenyen ezüst medállal díjazták rendkívüli eredményeit, így felvételt nyert a Charing Cross Kórházra, ahol kisebb ösztöndíjhoz jutott. Itteni tanára volt a híres skót szemész Thomas Wharton Jones, aki Robert Knox asszisztense volt, amikor az két hírhedt sorozatgyilkostól vásárolt tetemeket kísérletezési célokból.
A fiatal Wharton Jones-t – aki a közvetítő szerepét vállalta a bűncselekményben – felmentették a vádak alól, mégis úgy érezte, jobb, ha elhagyja Skóciát. Jó tanárnak bizonyult, ismeretei megfeleltek a kor elvárásainak az élettan és a szemsebészet területén egyaránt. 1845-ben Wharton Jones vezénylete alatt Huxley publikálta első szakdolgozatát, melyben közzéteszi felfedezéseit a haj egy addig nem ismert rétegéről, amelyet ma Huxley-rétegként ismerünk. Huxley később sem feledkezett meg mentoráról, idős mesterének később nyitott egy nyugdíjszámlát.
Első bachelor vizsgáját 20 évesen tette a Londoni Egyetemen orvostudományból, elnyerve ezzel az anatómia és az élettan arany medálját. Ennek ellenére nem tette végső vizsgát (második bachelor vizsgát), következésképpen nem szerzett egyetemi diplomát. Gyakornoksága idején szerzett tapasztalata és vizsgaeredményei viszont elegendő volt a Királyi Haditengerészetbe való felvételre.

## Utazása a Rattlesnake-en
20 évesen Huxley túl fiatal volt ahhoz, hogy a Királyi Sebészeti Főiskolától (Royal College of Surgeons) orvosi engedélyt kapjon, de adósságai miatt munkát kellett találnia. Ezért döntött úgy egy barátja tanácsára, hogy állásra jelentkezik a Királyi Haditengerészet kötelékébe. Rendelkezett ajánlással és bizonyítványokkal, melyek a gyakornokként eltöltött időt igazolták, mint ahogyan a boncolás és gyógyszerészet területén szerzett tapasztalatait is. Sir William Burnett a tengerészet orvos-tábornoka a szakmai interjú után elintézte, hogy a Sebészeti Főiskola szóban kivizsgálja Huxley alkalmasságát.

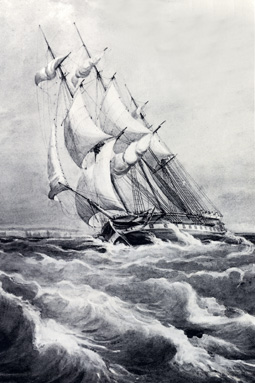
HMS Rattlesnake (Oswald Brierly festménye)

Végül Huxley-t sebészasszisztenssé nevezték ki a HMS Rattlesnake-re, egy az Új-Guineába és Ausztráliába tartó felfedezőhajóra, hogy feljegyzéseket készítsen. A Rattlesnake 1846. december 3-án hagyta el Angliát, és amint elérték a déli féltekét, Huxley minden idejét a tengeri gerinctelenek tanulmányozásának szentelte. Felfedezéseiről adatokat küldött vissza Angliába, ahol a publikációt Edward Forbes, a Royal Society egyik tagja intézte, aki szintén Knox tanítványa volt. Huxley az utazás előtt és után is afféle mentorként tekintett Forbesra.
Huxley dolgozata a „Medúzák családjának anatómiájáról és rokonsági viszonyairól” címmel jelent meg 1849-ben a Royal Society Philosophical Transactions kiadásában. Tengerbiológiai munkásságát a „The Oceanic Hydrozoa” című művében összegezte, amelyet a Ray Társaság adott ki 1859-ben.
Huxley munkájának jelentőségét felismerte a tudományos közösség, és utazásáról visszatérve 1850-ben a Royal Society tagjává választották. A következő évben – ekkor 26 éves - nemcsak a társaság érmét kapta meg, hanem beválasztották annak tanácsába is. Találkozott Joseph Dalton Hookerrel és John Tyndall-lal, akikkel életre szóló barátságot kötött. A haditengerészet névlegesen megtartotta őt sebészasszisztensi rangjában, így nyugodtan dolgozhatott az összegyűjtött mintákon és megfigyeléseken, amelyeket a Rattlesnake-en töltött utazása során tett. Megoldotta az appendicularia problémáját, amelynek helyét az állatok királyságában nem tudott elhelyezni Johannes Peter Müller. Ezen osztály és az ascidiacea osztály, ahogyan Huxley kimutatta, az előgerinchúrosokhoz tartoznak, amelyet ma a gerinchúrosok egyik altörzsének tartanak. A fejlábúak, pörgekarúak és kerekesférgek alaktanáról írt dolgozatai is említésre méltóak.

## Életének további menete

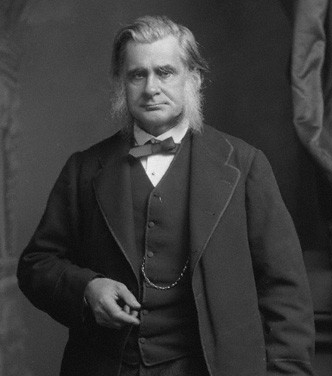
Az idős Huxley 1883 körül

Huxley kilépett a haditengerészetből, visszautasította ugyanis az aktív szolgálatba történő visszatérést, és 1854 júliusában a Royal School of Mines természetrajzi professzorává nevezték ki. 1855-58 illetve 1865-67 között a Royal Institution Fullerian professzora, majd 1863-69 között a Királyi Sebészeti Főiskola Hunterian professzora, a Brit Társaság a Tudományos Fejlődésért (1869-70), később pedig a hírneves Royal Society (1883-85) elnöke.
A Royal School of Mines-ban természetrajzi professzorként eltöltött 31 év alatt a gerincesek paleontológiáján dolgozott és számos más terven. Közelebb szerette volna hozni, elérhetővé tenni a tudományokat az átlag brit ember számára.
Huxley 1885-ben vonult vissza, egy depressziós betegséggel való harc után, melynek tünetei még 1884-ben jelentkeztek nála. Otthagyta a Royal Society elnöki posztját is, és kivett 6 hónap szabadságot. Nyugdíja tekintélyes összegnek mondható éves 1500 font volt. 1890-ben Londonból a kelet-angliai Eastburne-be költözött, ahol sajtó alá rendezte 9 kötetes Összegyűjtött Esszék című művét. 1894-ben még hallotta hírét az Eugene Dubois által Jáván felfedezett Pitechanthropus erectus nevű emberszabású maradványainak, melyet ma Homo erectus néven ismerünk. 1895-ben halt meg szívrohamban, temetésén jelen volt többek között Hooker, Joseph Lister és Henry James is.

## „Darwin buldogja”
Huxley kezdetben nem volt meggyőződve a „fejlődéselmélet” (ahogyan akkor az evolúcióelméletet hívták) helyességéről. Ez látszik Robert Chambers A teremtés természetrajzának nyomai című könyv bírálatában, melyet Huxley írt. A mű tartalmazott néhány evolúcióra vonatkozó bizonyítékot. Huxley szintén elutasította Jean Lamarck transzmutációs (átalakulási) elméletét, mert nem volt elég ezt alátámasztandó bizonyíték. Huxley szkepticizmusa megjelenik a Royal Institution-ben tartott előadásán, amely Darwint eléggé nyugtalanná tette ahhoz, hogy próbát tegyen Huxley meggyőzésére.
Így történt, hogy Darwin beavatta Huxley-t gondolataiba, s egyike volt azon kis csoport tagjainak, akik előbb tudtak Darwin elméletéről, mint ahogyan az megjelent volna (ilyenek voltak még Joseph Dalton Hooker és Charles Lyell). Mielőtt Darwin publikálta volna gondolatait, Alfred Russel Wallace írt neki egy levelet a természetes kiválasztódás elméletéről, hogy kikérje az elismert tudós véleményét. A levelet Lyell és Hooker 1858-ban bemutatta a Linnean Society-nek (Linné Társaság) Darwin jegyzetfüzetének néhány kivonatával együtt, valamint Darwin levelét Asa Gray botanikusnak. Huxley híres válasza a természetes kiválasztódásra „Hogy lehettem ilyen ostoba, hogy nem gondoltam erre?” volt. Nem volna azonban igaz, ha azt mondanánk, Huxley teljes mértékben elfogadta az elméletet, mint valóban működő mechanizmust, de elismerte, hogy jó munkahipotézis.
Az alapvető kérdése akkoriban az volt, hogy az evolúció egyáltalán végbement-e. Erre a kérdésre próbált választ adni Darwin 1859-ben kiadott „A fajok eredete” című műve. A mű megjelenése után Huxley-t meggyőzte az evolúcióelmélet helyességéről, s nincs kétség afelől, hogy a számtalan bizonyíték, mely Darwin művében megjelenik, alapjául szolgált annak, hogy Huxley a későbbi vitákban megvédi kollégája álláspontját.
A fajok eredete című mű megosztotta kora tudományos közösségét: 1859. novemberében Huxley névtelenül közzétett egy pozitív bírálatot a fajok eredetéről a Times magazinban, s több további folyóiratban is támogatta Darwin gondolatait, illetve egy előadáson a Royal Institutionben. Mindeközben Richard Owennek egy rendkívül rosszindulatú kritikája látott napvilágot az Edinburgh Review című magazinban, hasonlóan Samuel Wilberforce püspök Quaterly Reviewben megjelent terjedelmes válaszához. Utóbbi szintén név nélkül került napvilágra. Mivel Huxley Darwint támogatta, Richard Owen pedig Wilberforce-t, nagy vihart kavart nyilvánosság előtt zajló vitájuk. Huxley a vitákban való szerepéről a következőképpen fogalmazott: „Darwin buldogja vagyok”, s ez valóban találó volt, hiszen Darwin az élete második felét családjával töltötte, nem folyt bele a körülötte folyó vitákba, ezeken Huxley helyettesítette őt. Ahogy Ernst Haeckel német biológushoz küldött levelében (1871-ben) írja: „a kutyák túl későn akarják széttépni” utalva arra, hogy Darwin már túl idős volt elmélete megvédésére.

## Az ember helye a természetben
Huxley közel egy évtizednyi munkát szentelt az emberek és emberszabású majmok kapcsolatának felderítésére. Ez hozta őt összeütközésbe Richard Owen összehasonlító anatómussal, akit bár nagyra tartottak tehetsége miatt visszataszító viselkedése okán nem tartozott a legkedveltebb tudósok közé. A vita Huxley 1858-as Royal Society-beli A gerincesek koponyájának elmélete című előadásával kezdődött, melyben elutasítja Owen álláspontját a koponya és a gerinc homológiájáról, ezzel ellentmondva Goethe és Lorenz Oken gondolatainak.
1860 és 1863 között elméleteit továbbfejlesztette és munkásoknak, diákoknak tartott előadásokat a publikációkat követően. 1862-ben előadásgyűjteményét kis zöld könyv formájában adták ki. Megint más előadások alkották Huxley egyik leghíresebb művét, az Evidence as to Man’s place in Nature, azaz Az ember helye a természetben címűt (1863), amelyben felvázolta azokat a kulcsfontosságú témákat, amelyek Darwin későbbi Az ember eredete című munkájában (1871) megtalálhatók.
1862-ben megvizsgálta a neandervölgyi ember koponyáját, amelyet 1857-ben fedeztek fel. Ez volt az első előember fosszília, s Huxley számára azonnal nyilvánvalóvá vált, hogy agytérfogata meglepően nagy volt.
Kevéssé gyümölcsöző volt fizikai antropológiai munkássága. Az emberi fajt 9 kategóriába sorolta, amelyet négy nagyobb csoportba osztott: ausztralid, negrid, xantochroikus, mongolid. A besorolás alapja a megjelenéstől és anatómiai tulajdonságokon alapultak. Modern kutatások megállapították, hogy az alsó-szaharai övezetben a legnagyobb a világon az emberek genetikai diverzitása.

## Huxley és a természetes szelekció
Mint ahogyan azt Huxley életrajza is bizonyítja, Huxley és Darwin meglehetősen különböző személyiségek voltak. Darwin természettudós volt, Huxley anatómus, így eltérő szempontból vizsgálták az evolúciós elméletet. Darwin számára a természetes kiválasztódás megmagyarázott számos természetrajzi tényt és megfigyelést, problémákat tudott megoldani a segítségével. Ugyanakkor Huxley hozzáállása empirikus volt, csak azt hitte el, amely tapasztalatokkal bizonyítható volt, és ez nem minden esetben volt így. Ezért Huxley soha nem merészkedett olyan messzire, hogy azt állítsa, Darwinnak igaza volt.
Huxley szerint a természetes kiválasztódás nem bizonyítható, s ezért fenntartásai voltak az elmélettel kapcsolatban, álláspontja pedig, akárcsak a vallással szemben, agnosztikus volt, noha nem fogadott el semmilyen más álláspontot Darwinén kívül. Darwin egyik levelében írja: „ A kézzel fogható bizonyíték, amit kér(sz), egyrészről gyakorlati okok miatt lehetetlen, és mint bármely esetben, szükségtelen. Ez ugyanolyan mintha a fajok szétválásának minden lépcsőfokát látni akarná(d). Az elméletem számos dolgot megmagyaráz, nincs semmilyen más megoldásom, amely ennyire jól működne”.
Helena Cronin evolucionista filozófus úgy fogalmazott, Huxley fenntartásai ragadósak voltak a darwinizmus összes kétkedője körében. Huxley kételkedésének alapja az volt, hogy az összehasonlító anatómia ugyan meg tudta magyarázni a leszármazást, de nem magát a mechanizmust, amely szerint működik. Huxley ellenállása tehát a becsületességből fakadt. Ugyanakkor állítása szerint nem talált ennél jobb hipotézist.

## Díjai
- Royal-érem
- Linné-érem
- Copley-érem
- Darwin-érem
- Clarke-érem
- Wollaston-érem

## Fordítás
- Ez a szócikk részben vagy egészben  a   Thomas_Henry_Huxley című angol Wikipédia-szócikk fordításán alapul.  Az eredeti cikk szerkesztőit annak laptörténete sorolja fel. Ez a jelzés csupán a megfogalmazás eredetét és a szerzői jogokat jelzi, nem szolgál a cikkben szereplő információk forrásmegjelöléseként.